# Autobus na kat
Autobus na kat (engl. double-decker) vrsta je autobusa koji osim standardnog putničkog prostora ima i dodatni kat, što mu omogućava prijevoz većeg broja putnika u odnosu na klasične autobuse. Autobusi na kat se najčešće koriste za masovni prijevoz putnika u Ujedinjenom Kraljevstvu. Ovi autobusi koriste se i u drugim gradovima Europe, Azije, bivšim britanskim kolonijama i protektoratima kao što su Hong Kong, Singapur, Indonezija, Malezija i Kanada.
U novije vrijeme, ova vrsta autobusa sve češće se koristi za turističke obilaske.

## Vanjske poveznice
- Davis Wiki page on double-decker buses (Davis, California, USA)